# Haito

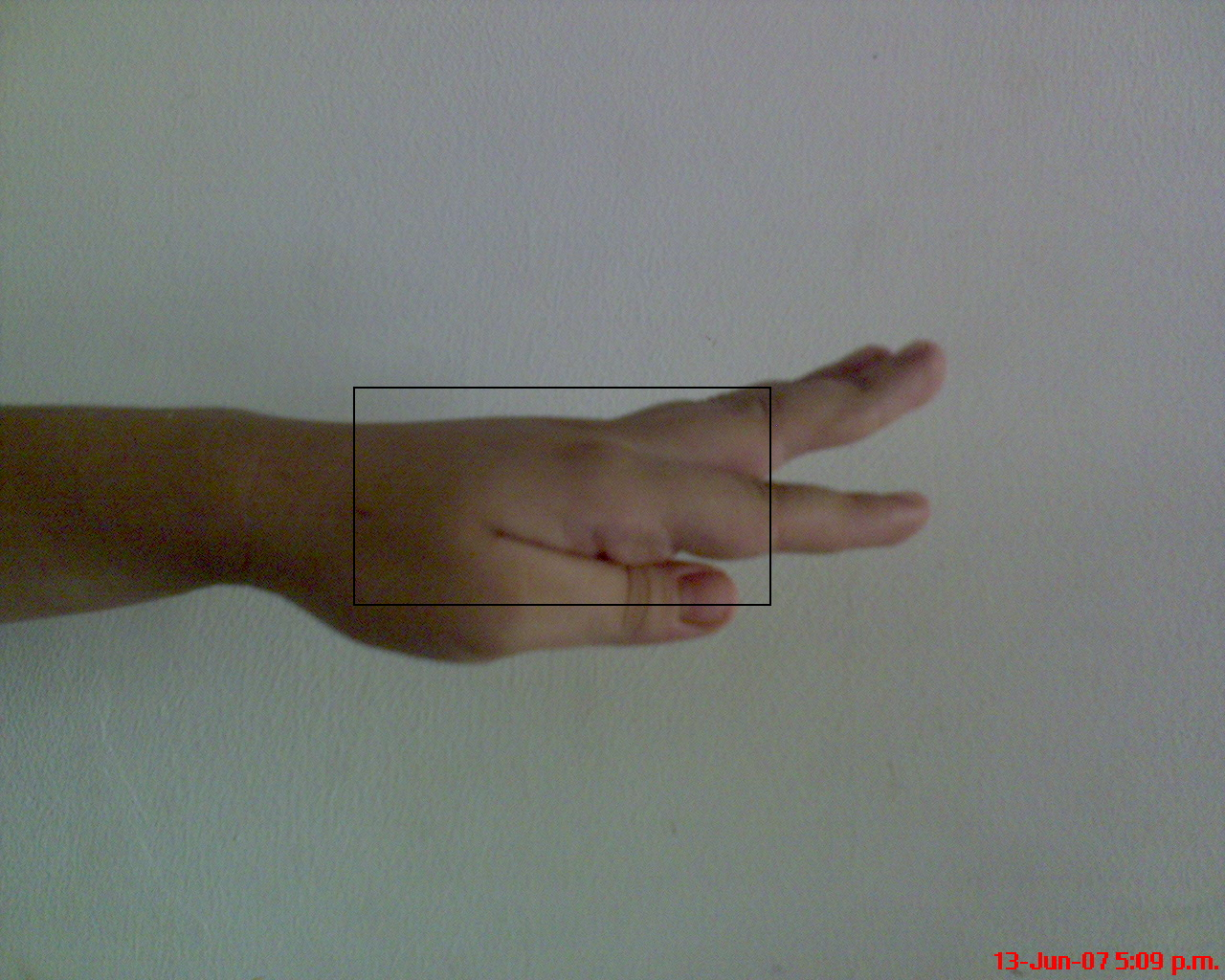
Zona colpejadora del haito.

El haito (revés de sabre) és un cop senzill de karate. Posant la mà estesa es replega el dit polze el més possible cap a dins i es colpeja amb la zona carnosa que queda entre les bases dels dits índex i polze. S'utilitza com a cop circular per colpejar en zones molt sensibles a causa de la irrigació sanguínia com és el cas de la caròtide. Sol executar amb el palmell mirant cap avall.